# St. Martin (Niederstraubing)

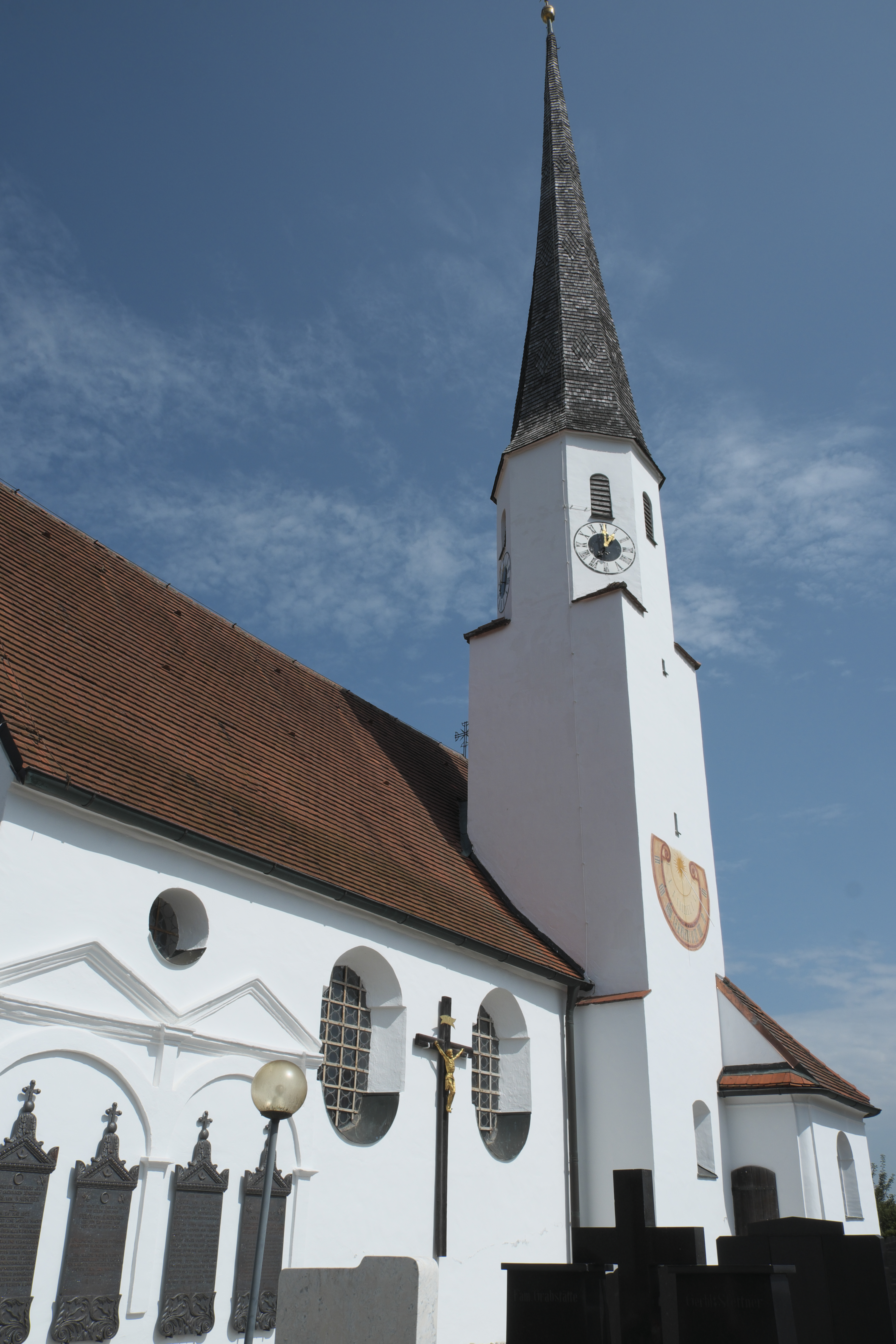
Filialkirche St. Martin

Die römisch-katholische Filialkirche St. Martin in Niederstraubing, einem Ortsteil der Gemeinde Steinkirchen im oberbayerischen Landkreis Erding, ist im Kern ein spätgotischer Bau, der in der Mitte des 18. Jahrhunderts im Stil des Rokoko umgestaltet wurde. Die dem heiligen Martin von Tours (Gedenktag: 11. November) geweihte Filialkirche ist der Pfarrei St. Nikolaus in Schröding zugeordnet. Die Kirche gehört zu den geschützten Baudenkmälern in Bayern.

## Geschichte
Die spätgotische Vorgängerkirche wurde im Jahr 1613 umgebaut. Ein weiterer Umbau erfolgte in der zweiten Hälfte des 17. Jahrhunderts. In den Jahren 1749 bis 1754 fand die Umgestaltung im Stil des Rokoko statt.

## Architektur
Die Kirche ist ein Saalbau mit eingezogenem, dreiseitig geschlossenem Chor. Im südlichen Chorwinkel erhebt sich der von einem schlanken Spitzhelm bekrönte Glockenturm, daneben ist die Sakristei angebaut. Chor und Langhaus werden innen von Tonnengewölben mit Stichkappen überspannt. Am Chorbogen ist eine Inschrift angebracht, deren hervorgehobene Großbuchstaben ein Chronogramm mit der Jahreszahl 1749 ergeben. Den westlichen Abschluss des Langhauses bildet eine Empore, die auf zwei hölzernen Pfosten aufliegt und auf der die Orgel eingebaut ist.

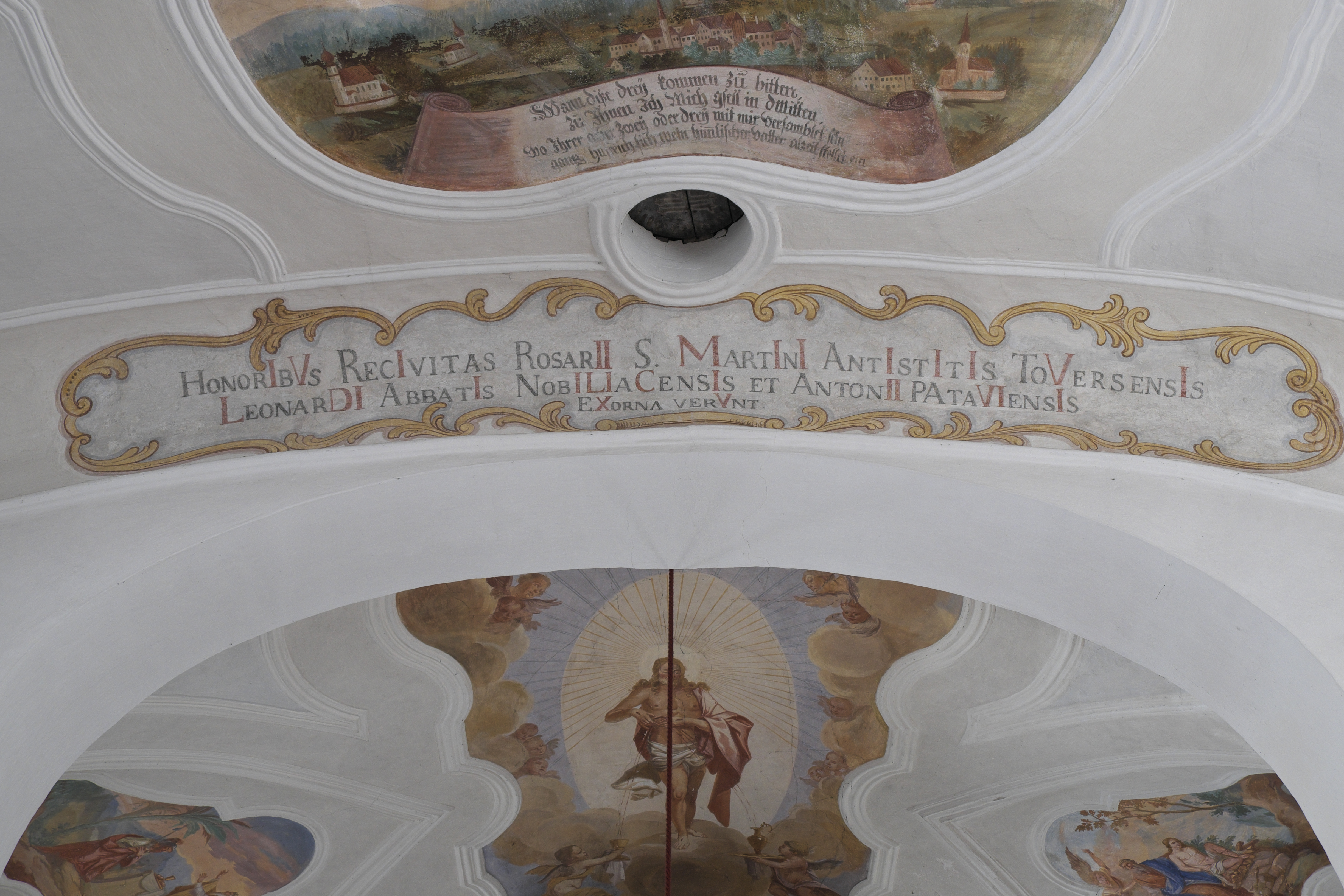
Chorbogen mit Chronogramm
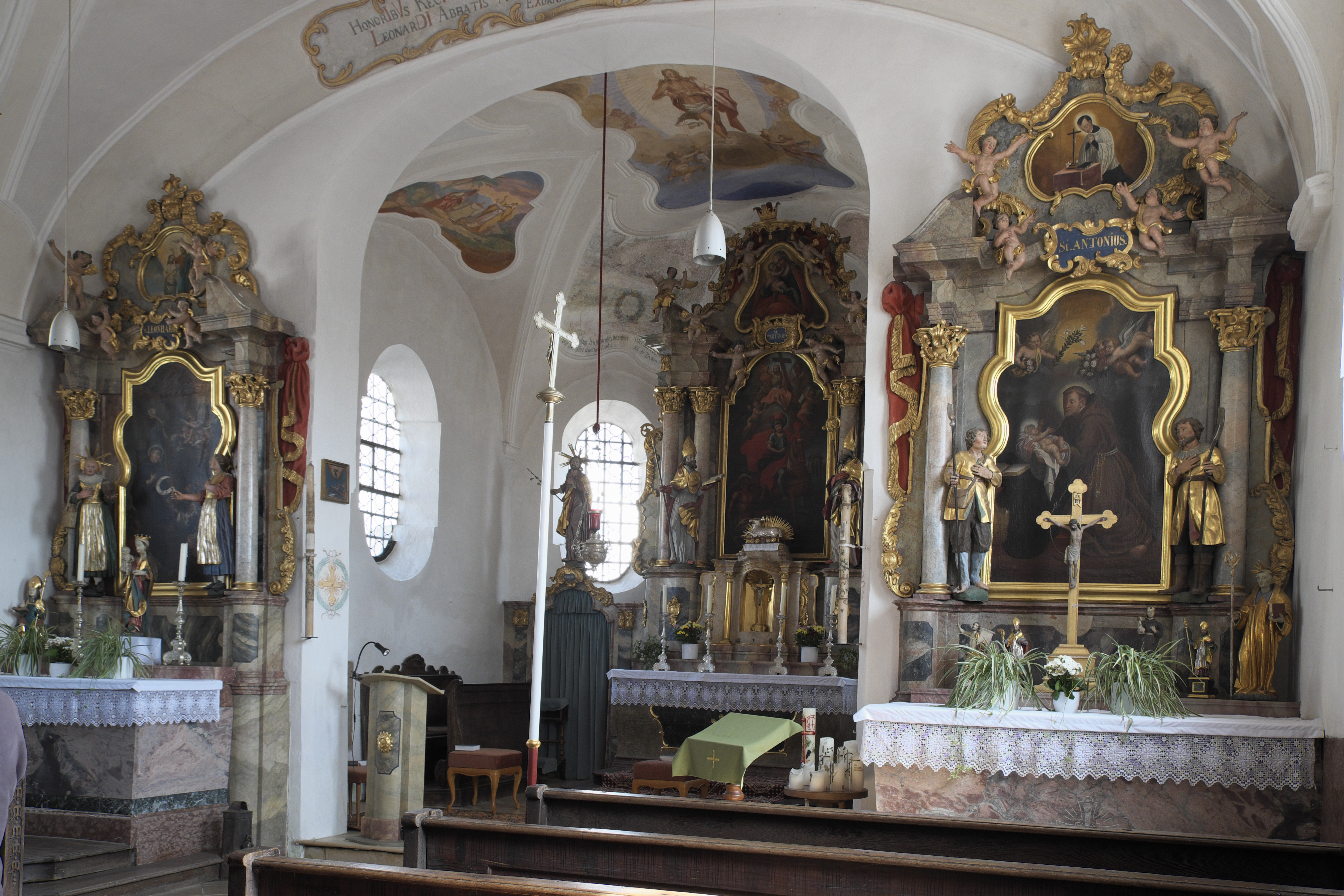
Innenraum
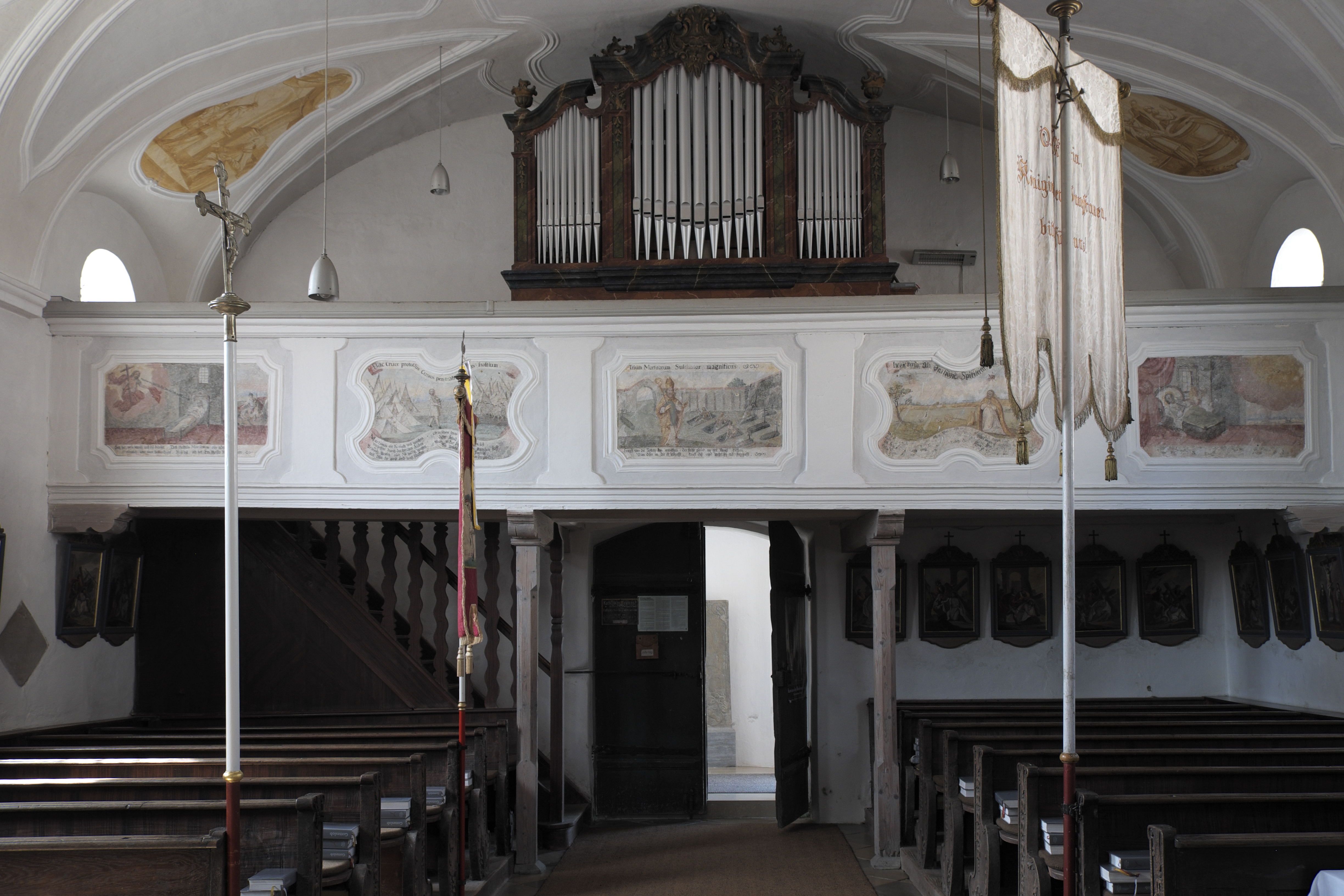
Empore

## Deckengemälde

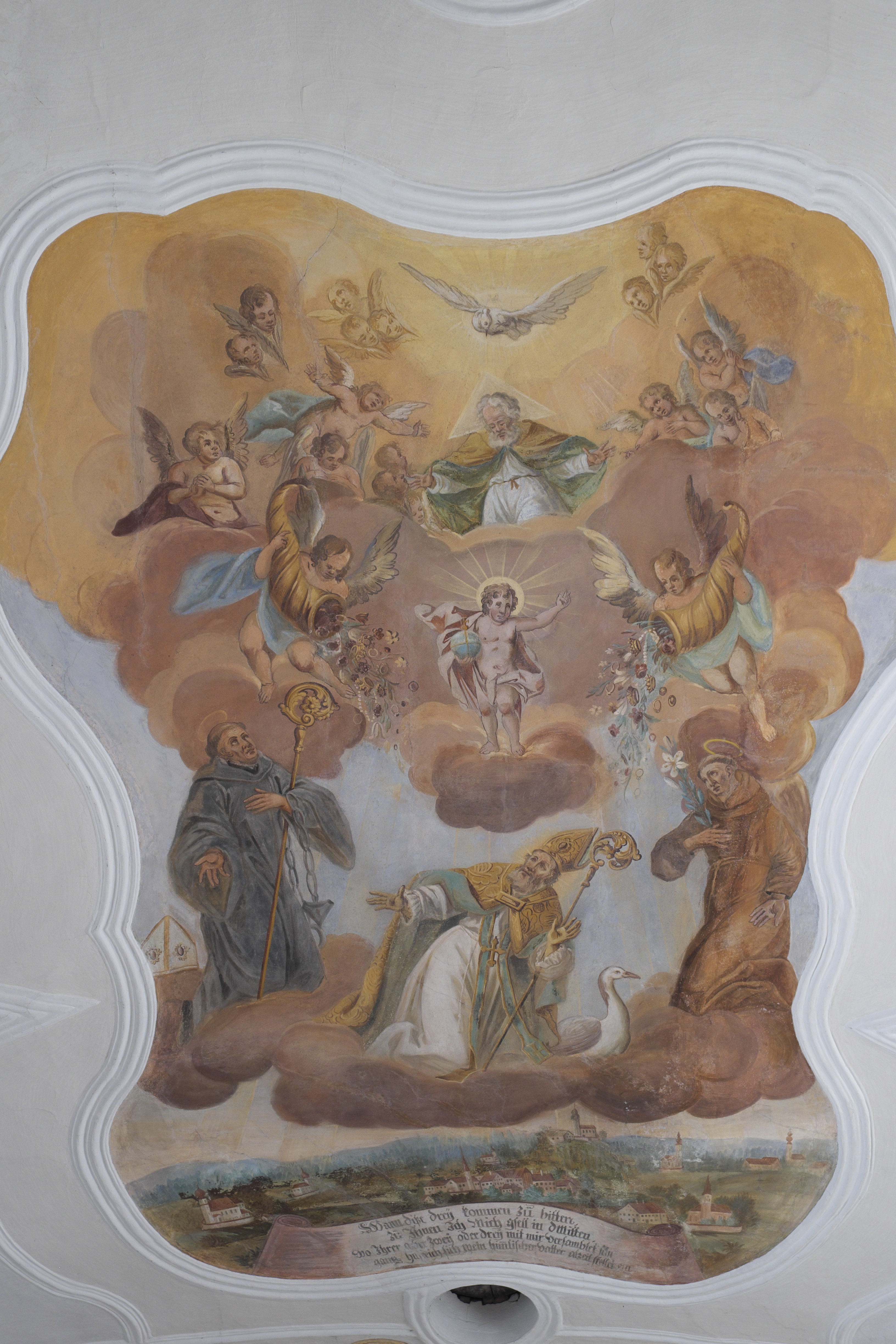
Deckengemälde im Langhaus

Die Deckenbilder im Chor wurden 1754 von Franz Albert Aiglsdorfer ausgeführt. Das zentrale Gemälde zeigt Jesus mit seinen Wundmalen, von einem Strahlenkranz umgeben. Aus seiner Seitenwunde fließt Blut, das von zwei Engeln in Kelchen aufgefangen wird. Auf den beiden seitlichen Szenen sind links Melchisedech dargestellt, der ein Opfer aus Wein und Brot darbringt und Abraham segnet, und rechts Abraham, der bereit ist, seinen Sohn Isaak zu opfern. Über dem Choraltar sind noch Reste einer älteren Deckenbemalung erhalten.
Die Gemälde im Langhaus wurden im gleichen Jahr von Aiglsdorfers Sohn Franz Joseph geschaffen. Das große Bild stellt oben die Dreifaltigkeit und darunter den heiligen Leonhard, den heiligen Martin, den Schutzpatron der Kirche, und den heiligen Josef dar. Am unteren Bildrand sieht man eine Ortsansicht von Niederstraubing mit dem nicht mehr erhaltenen Schloss und die Kirchen der Umgebung. In den Stichkappen des Gewölbes sind in Ton-in-Ton-Malerei Szenen der Martinslegende dargestellt.

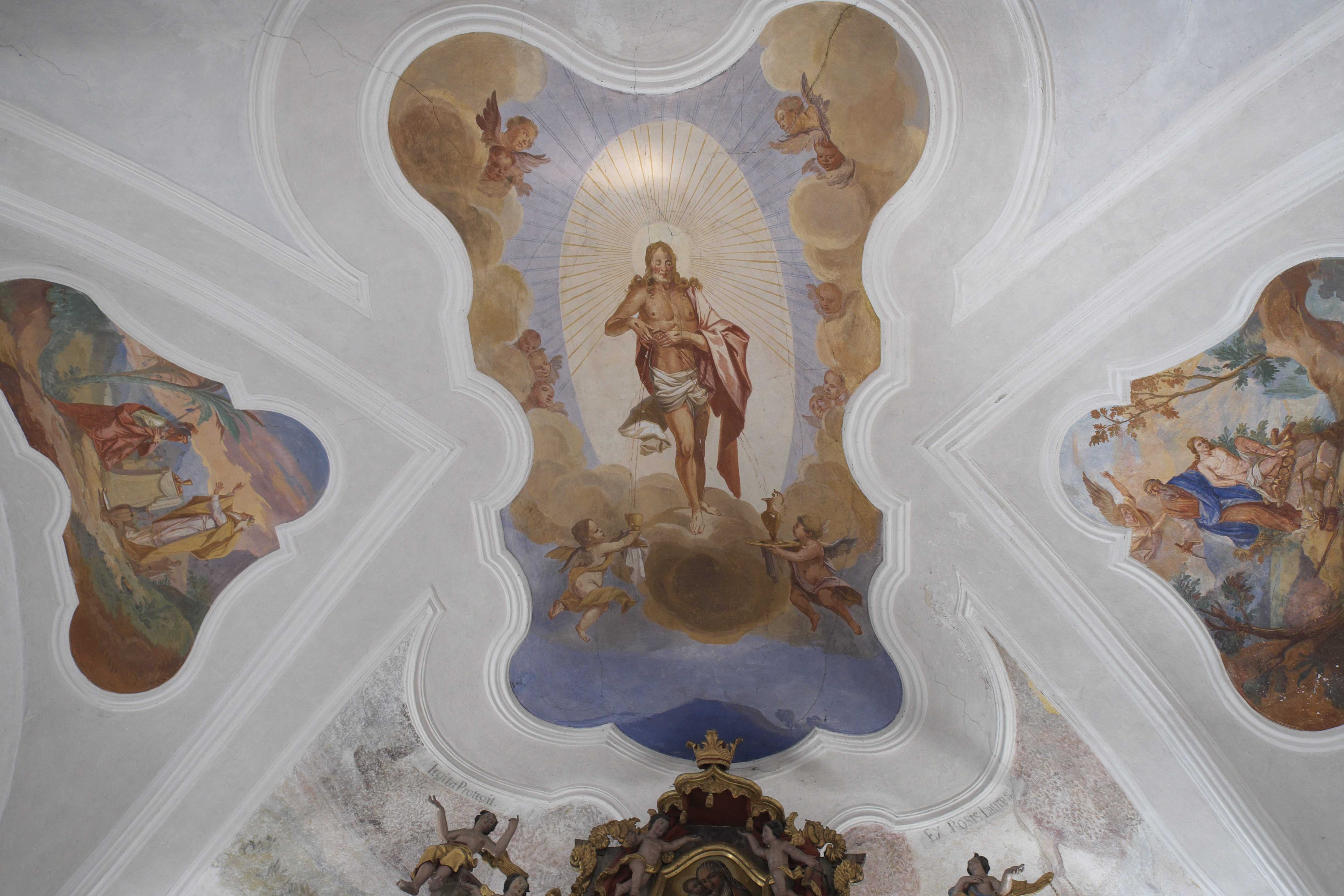
Deckengemälde im Chor
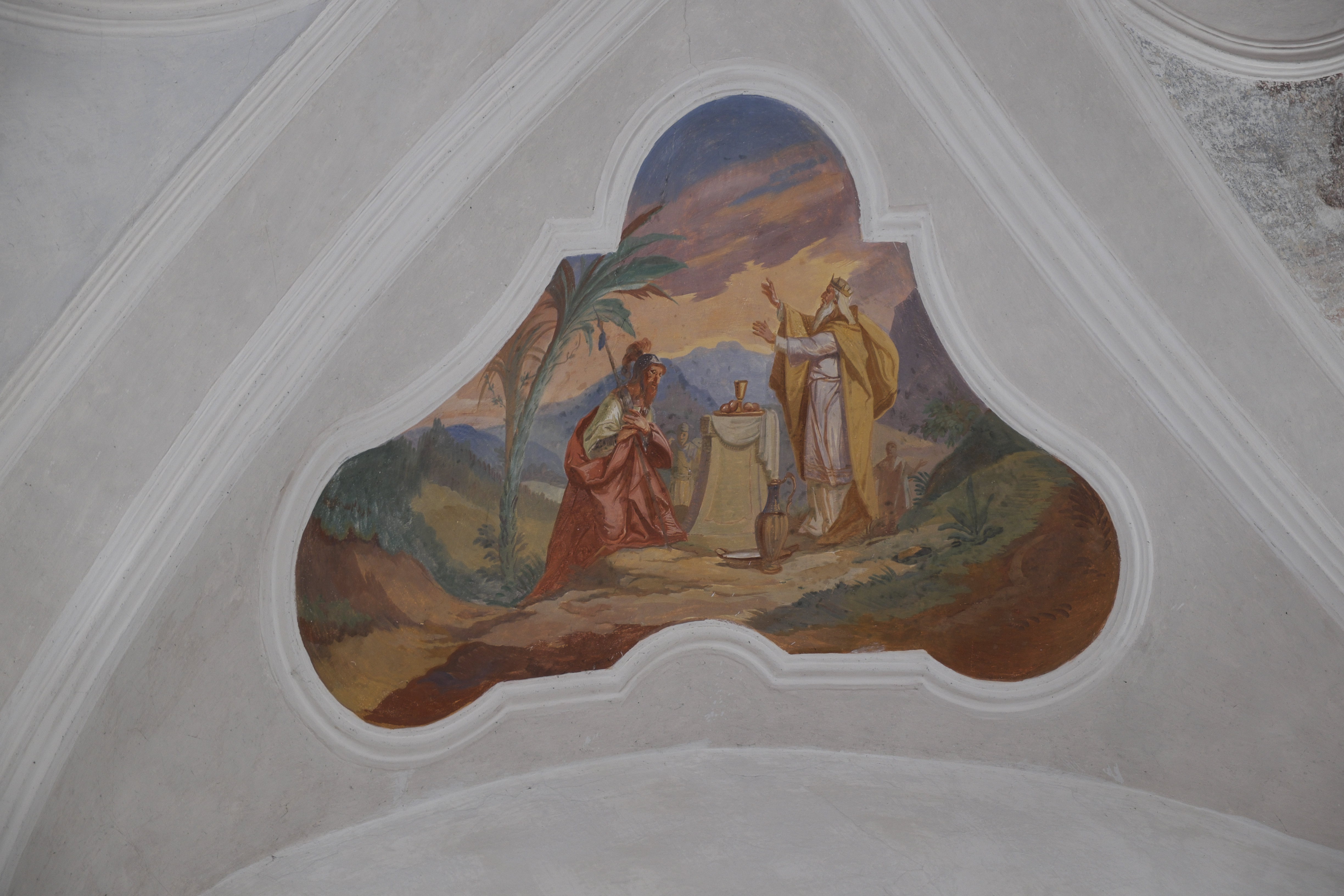
Melchisedech und Abraham
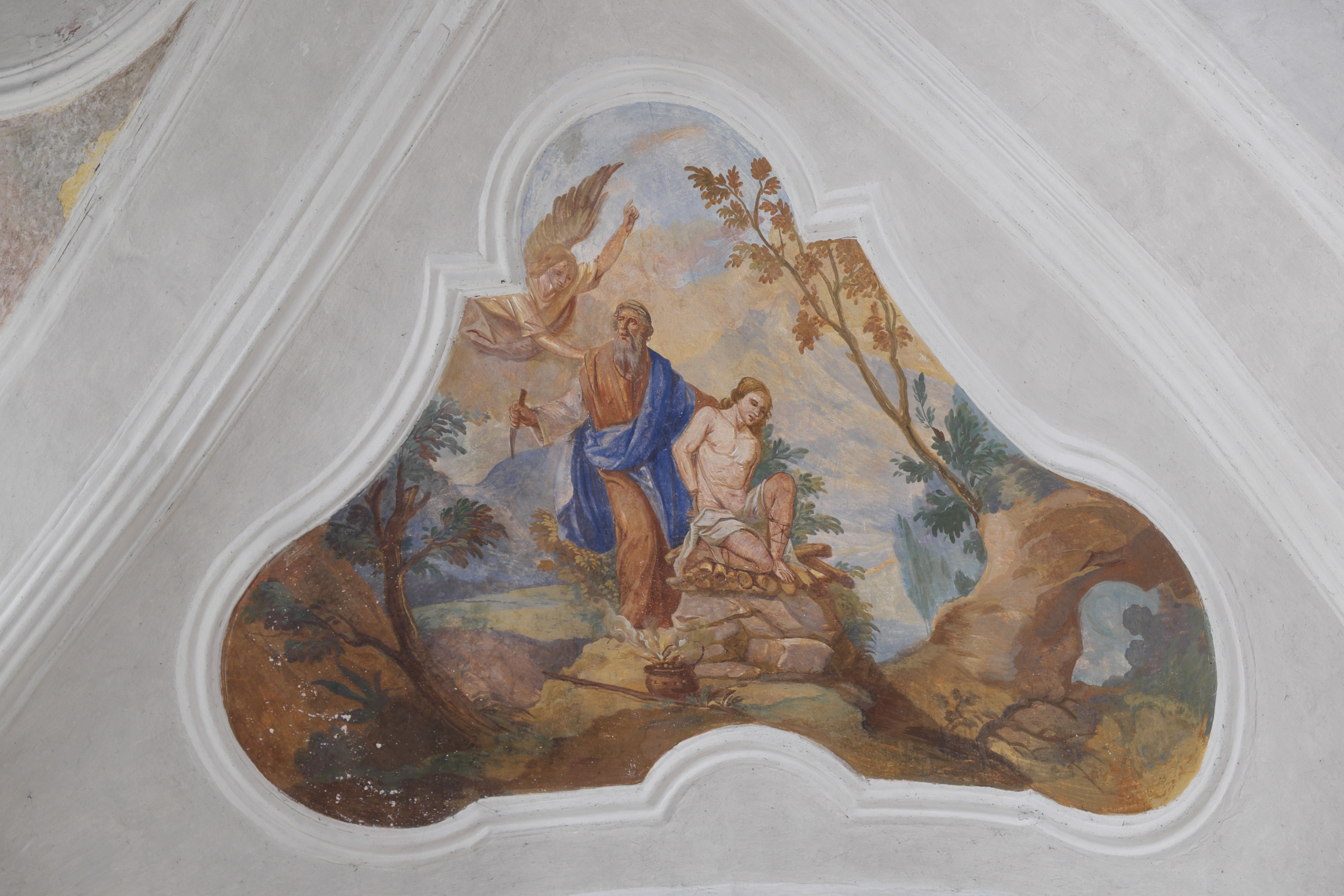
Opferung Isaaks

## Emporenbilder
Die Emporenbrüstung ist in Felder gegliedert, auf denen Szenen der Legende des heiligen Martin dargestellt sind.

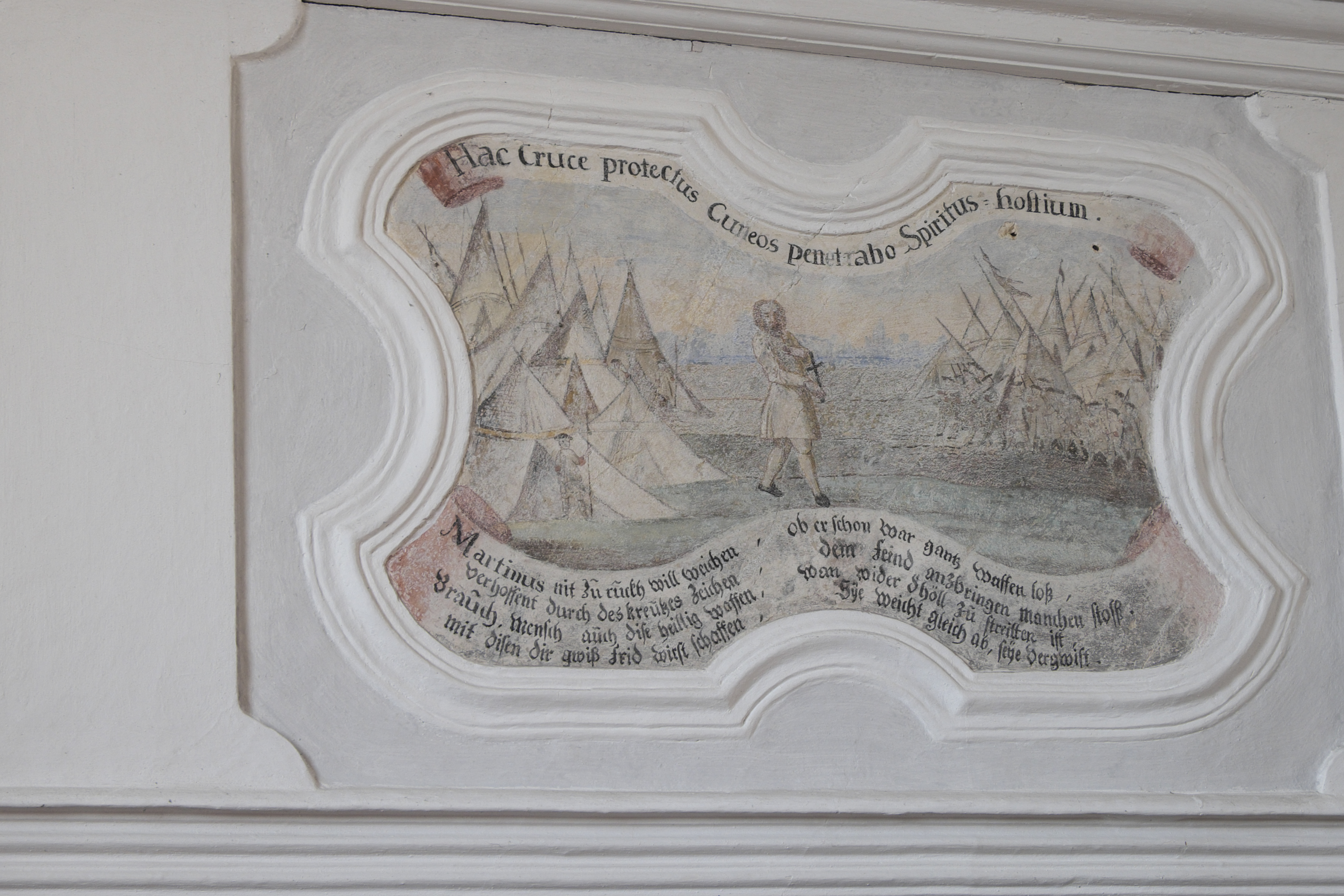
Emporenbild
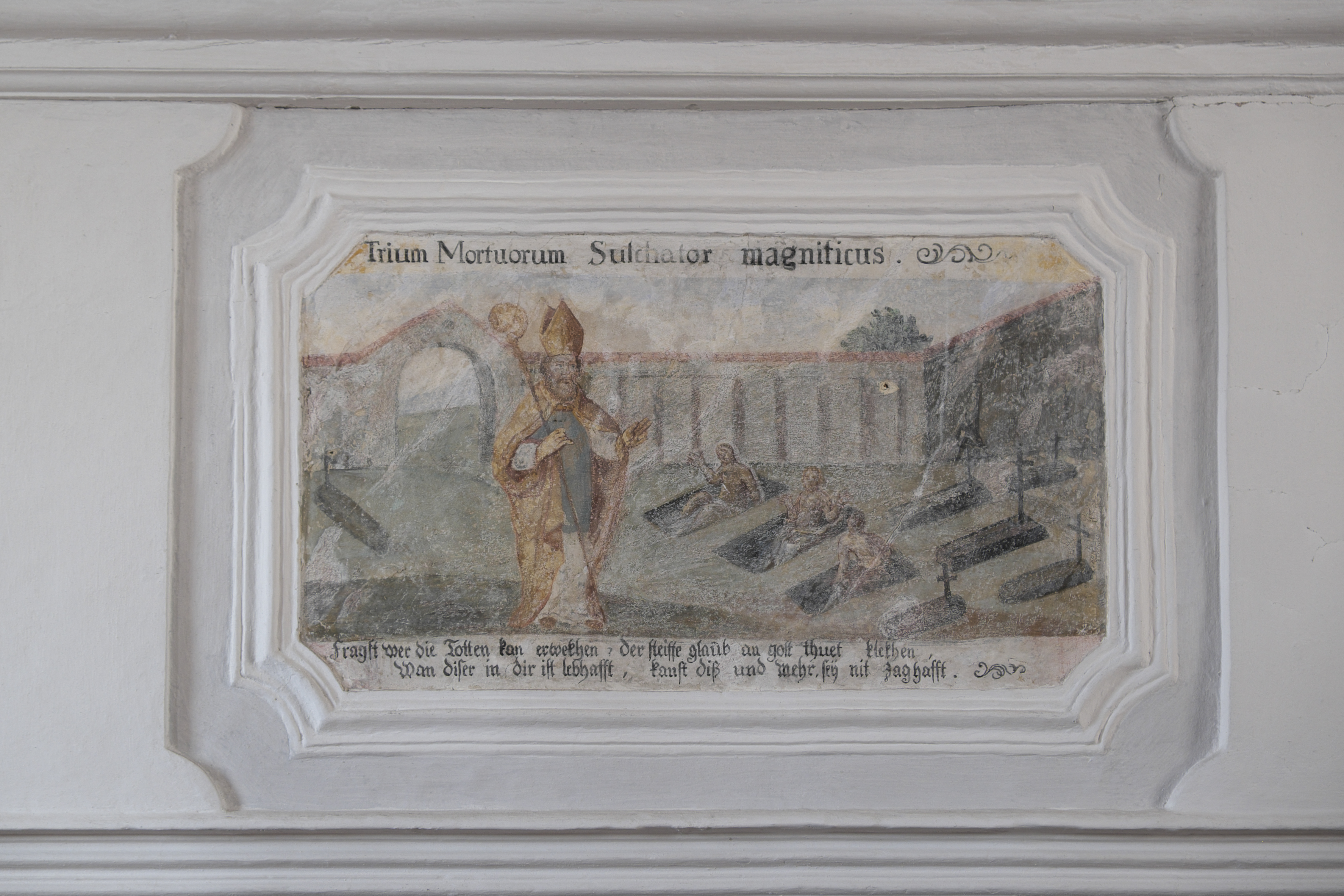
Emporenbild
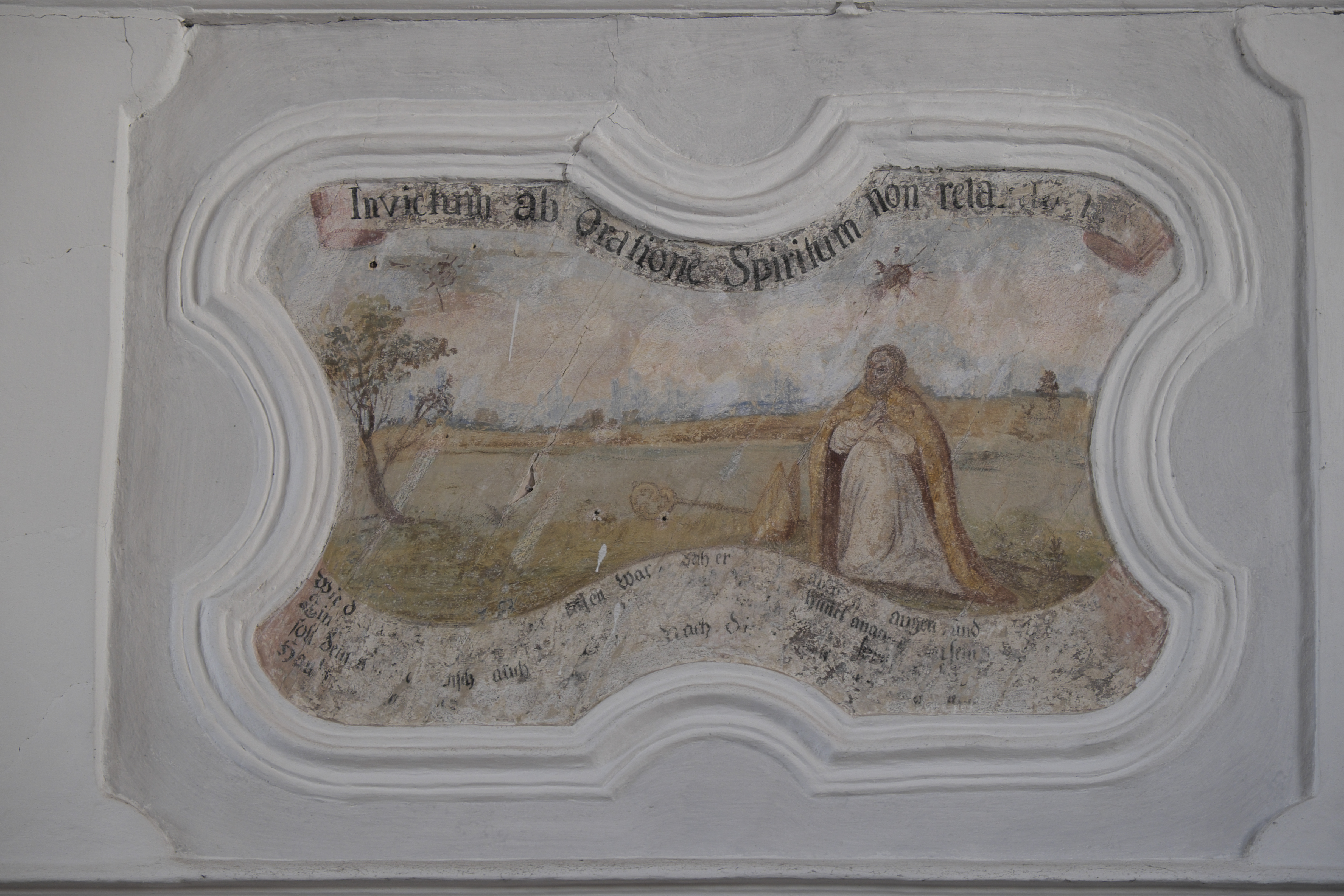
Emporenbild

## Ausstattung

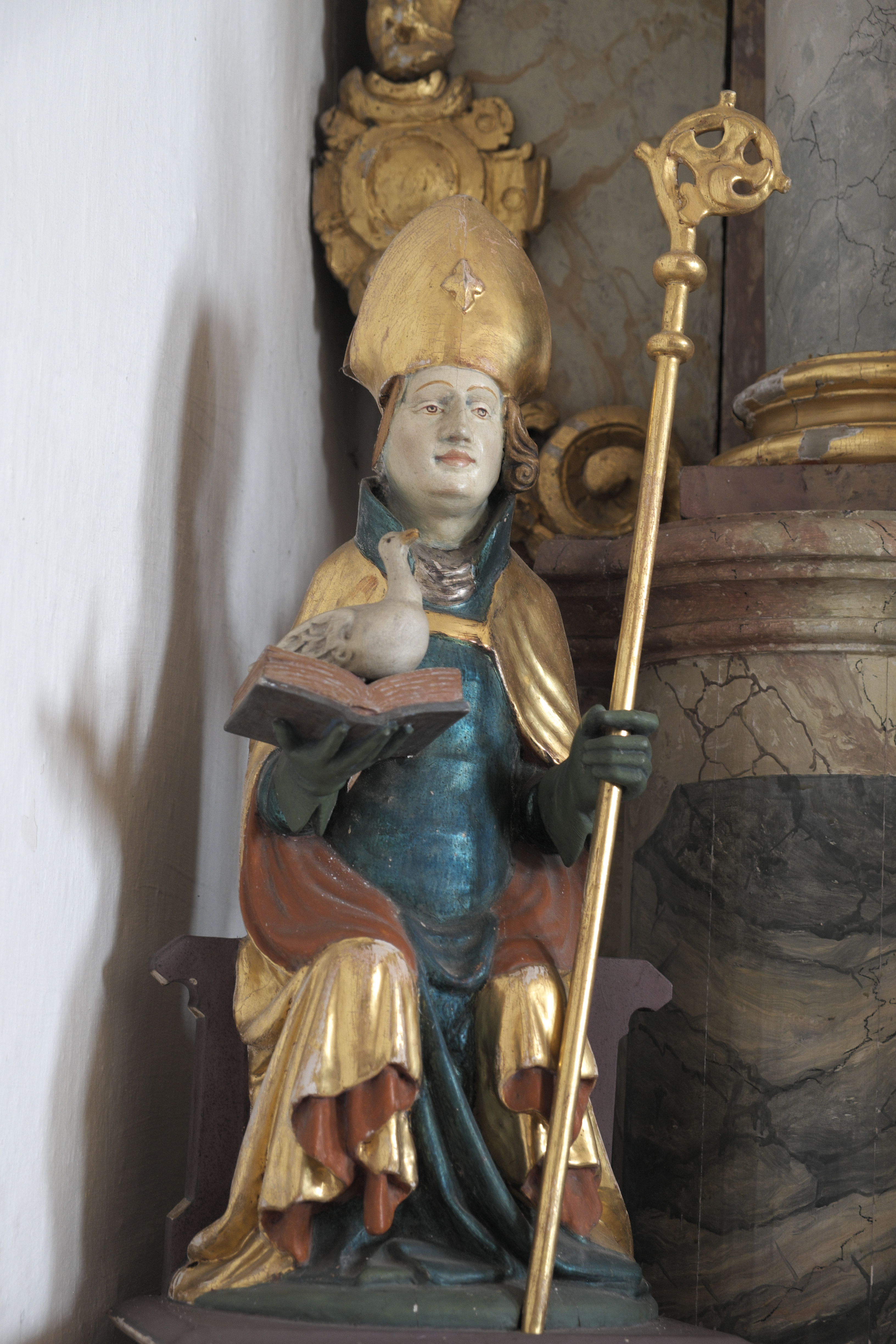
Heiliger Martin

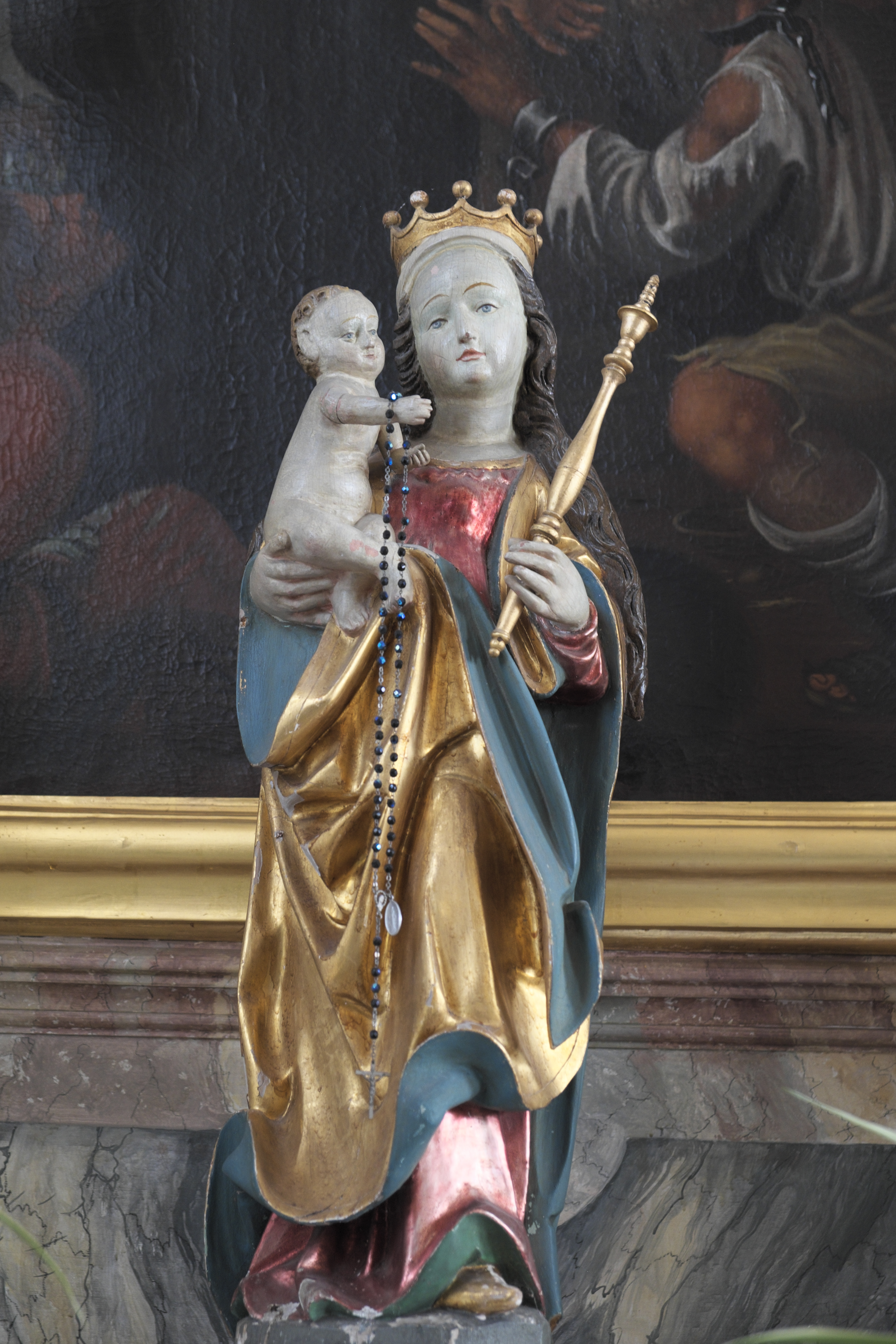
Madonna mit Kind

- Die Altäre stammen aus der Zeit um 1753. Das Altarblatt des Choraltars von Franz Zellner, flankiert von zwei großen Bischofsfiguren, stellt den heiligen Martin dar, der seinen Mantel mit einem Bettler teilt. Über den seitlichen Durchgängen stehen die Figuren des heiligen Josef und des heiligen Dominikus.
- Der nördliche Seitenaltar ist dem heiligen Leonhard gewidmet, links steht die heilige Walburga, rechts die heilige Notburga mit ihrem Attribut, der Sichel. Die Skulptur der Madonna mit Kind auf der Altarmensa wird ins frühe 16. Jahrhundert datiert, die kleine Martinsfigur stammt aus der Zeit um 1440/50.
- Den südlichen Seitenaltar, der dem heiligen Antonius von Padua geweiht ist, flankieren die Figuren des heiligen Wendelin und des heiligen Isidor von Madrid.

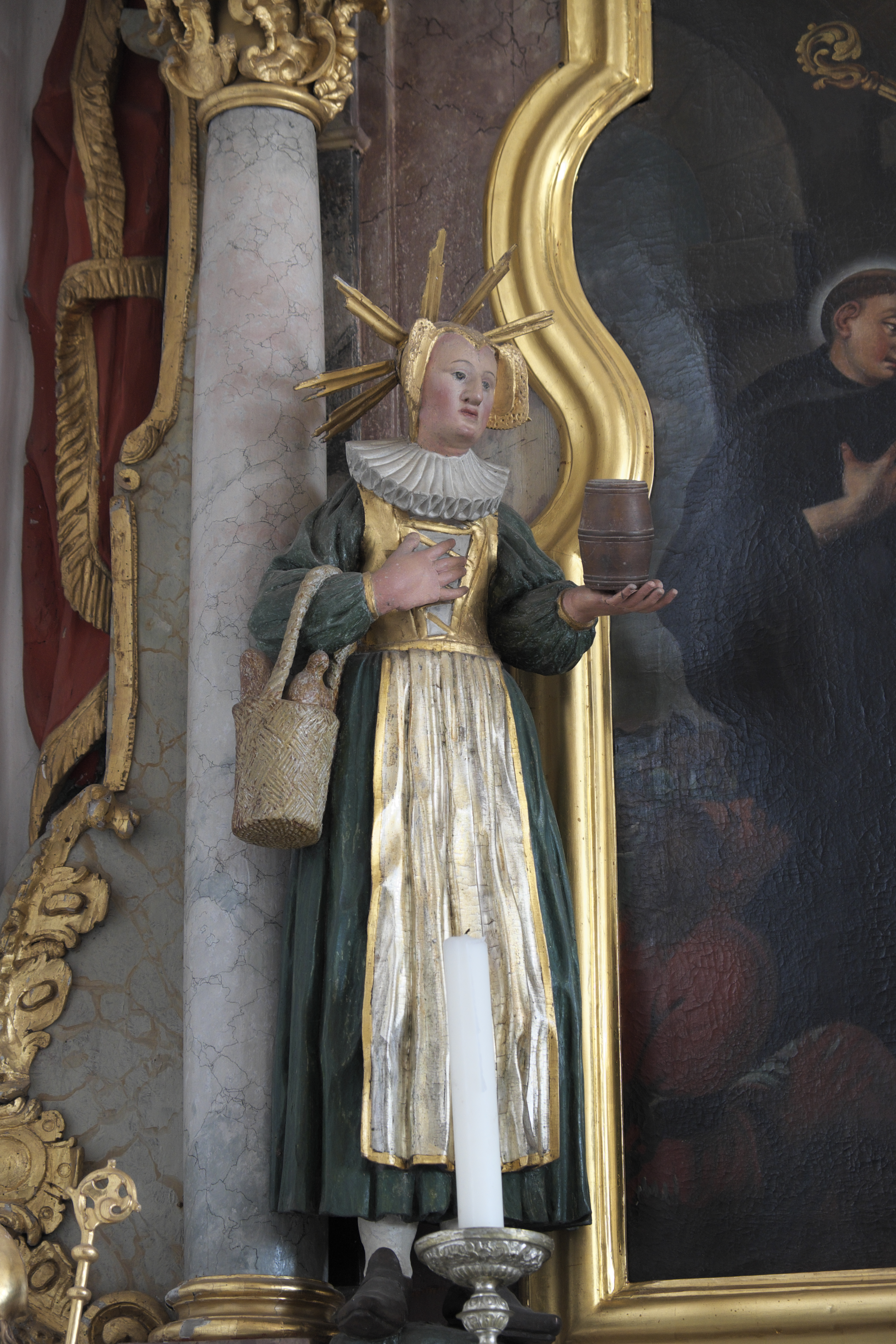
Heilige Walburga
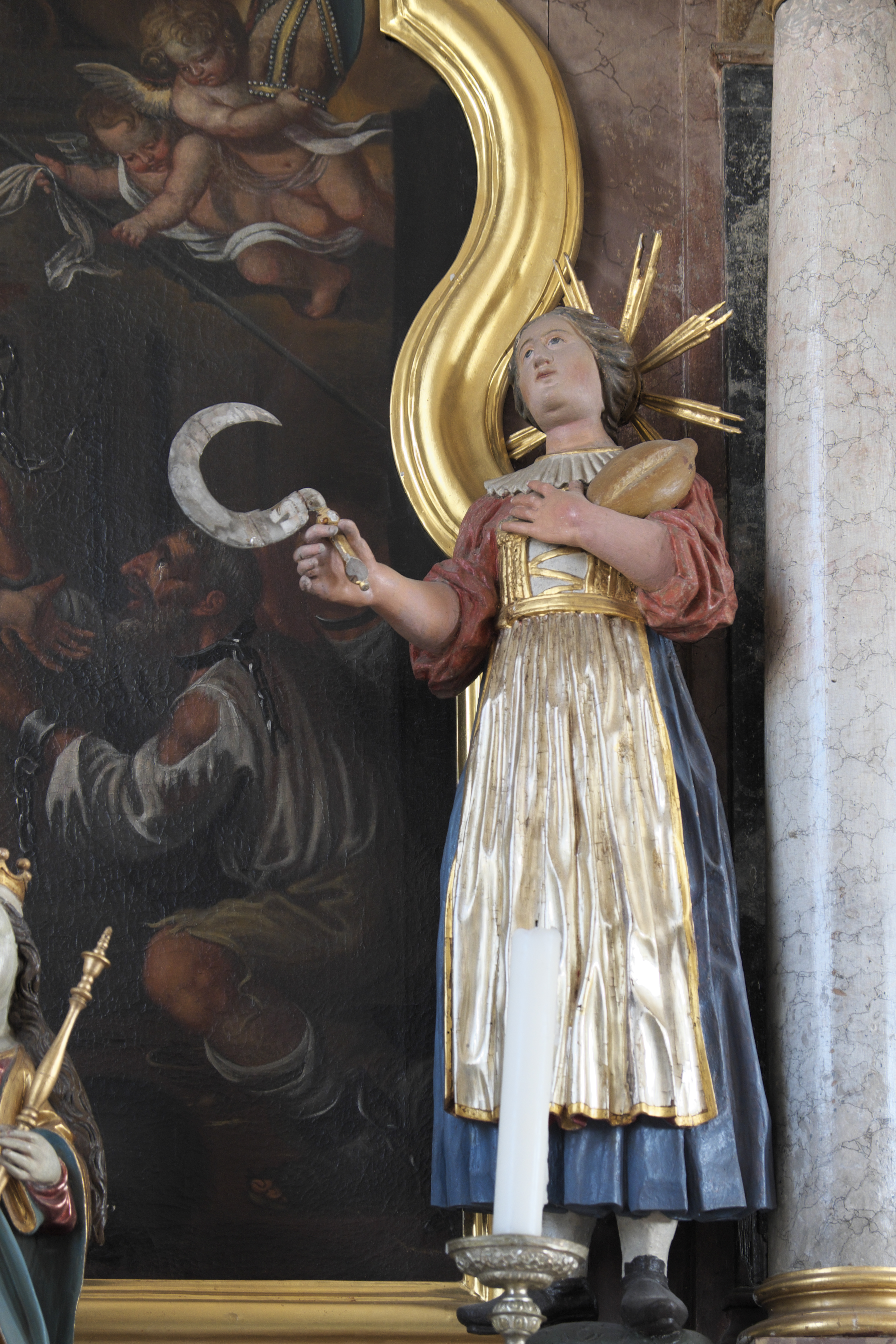
Heilige Notburga
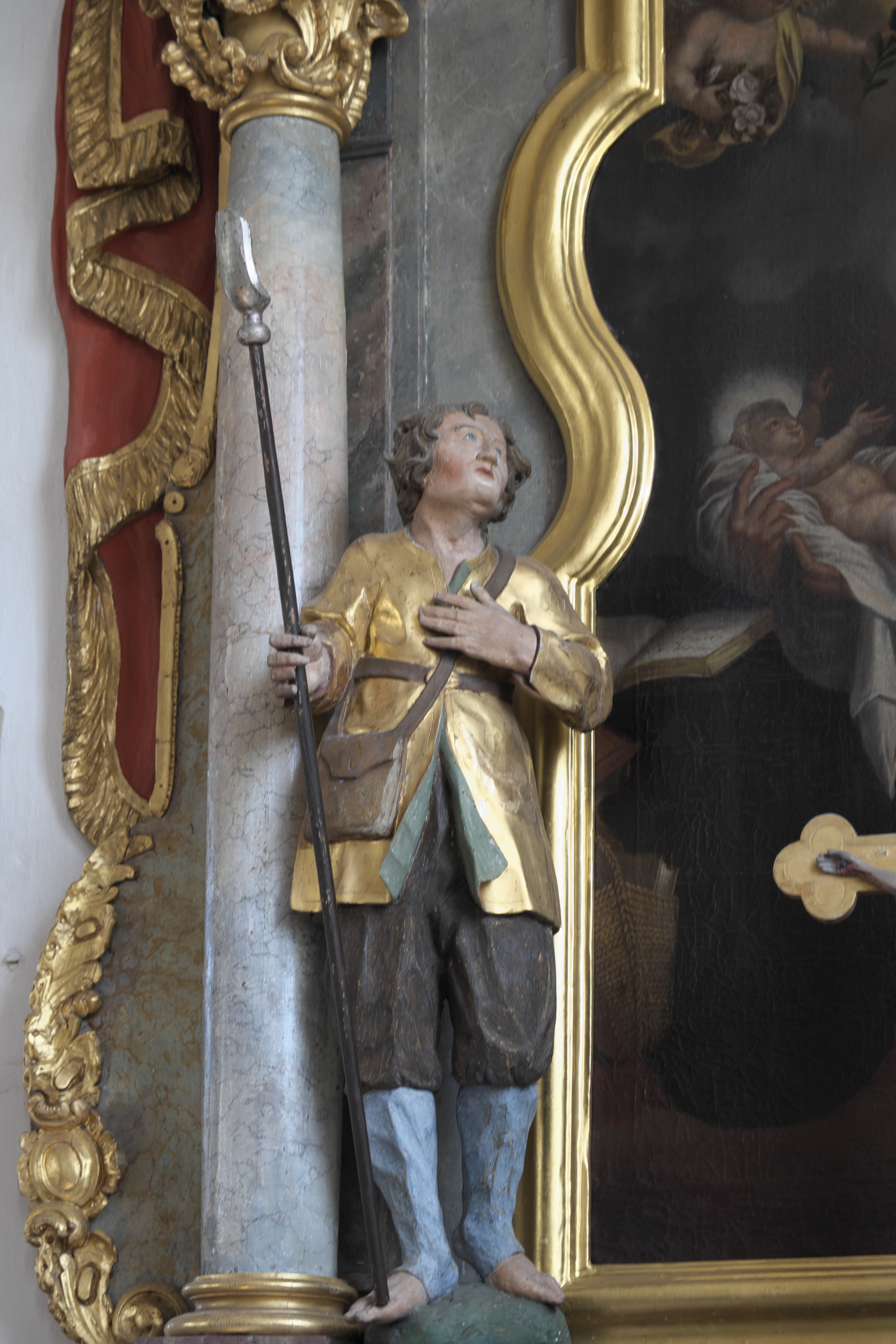
Heiliger Wendelin
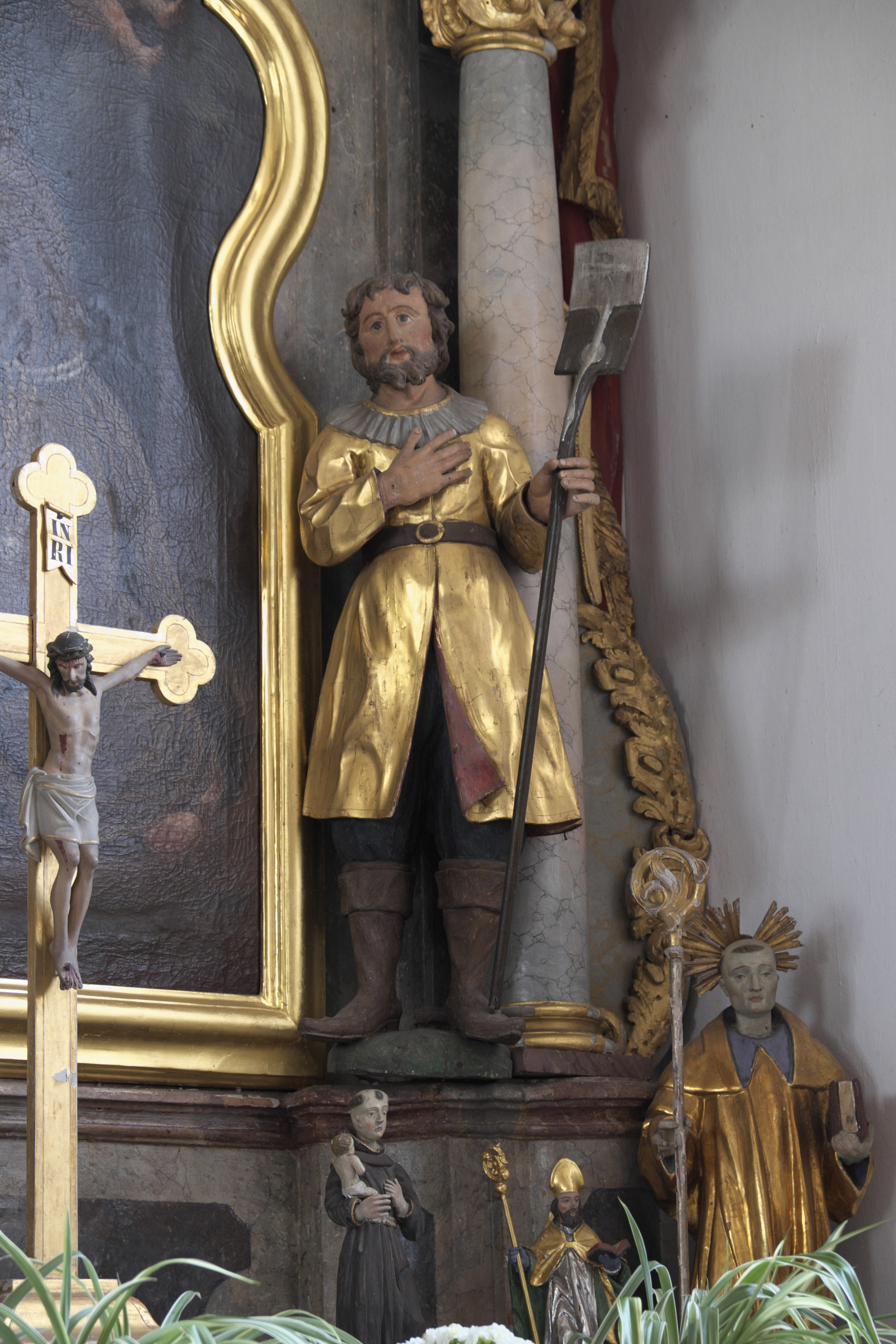
Isidor von Madrid

## Orgel

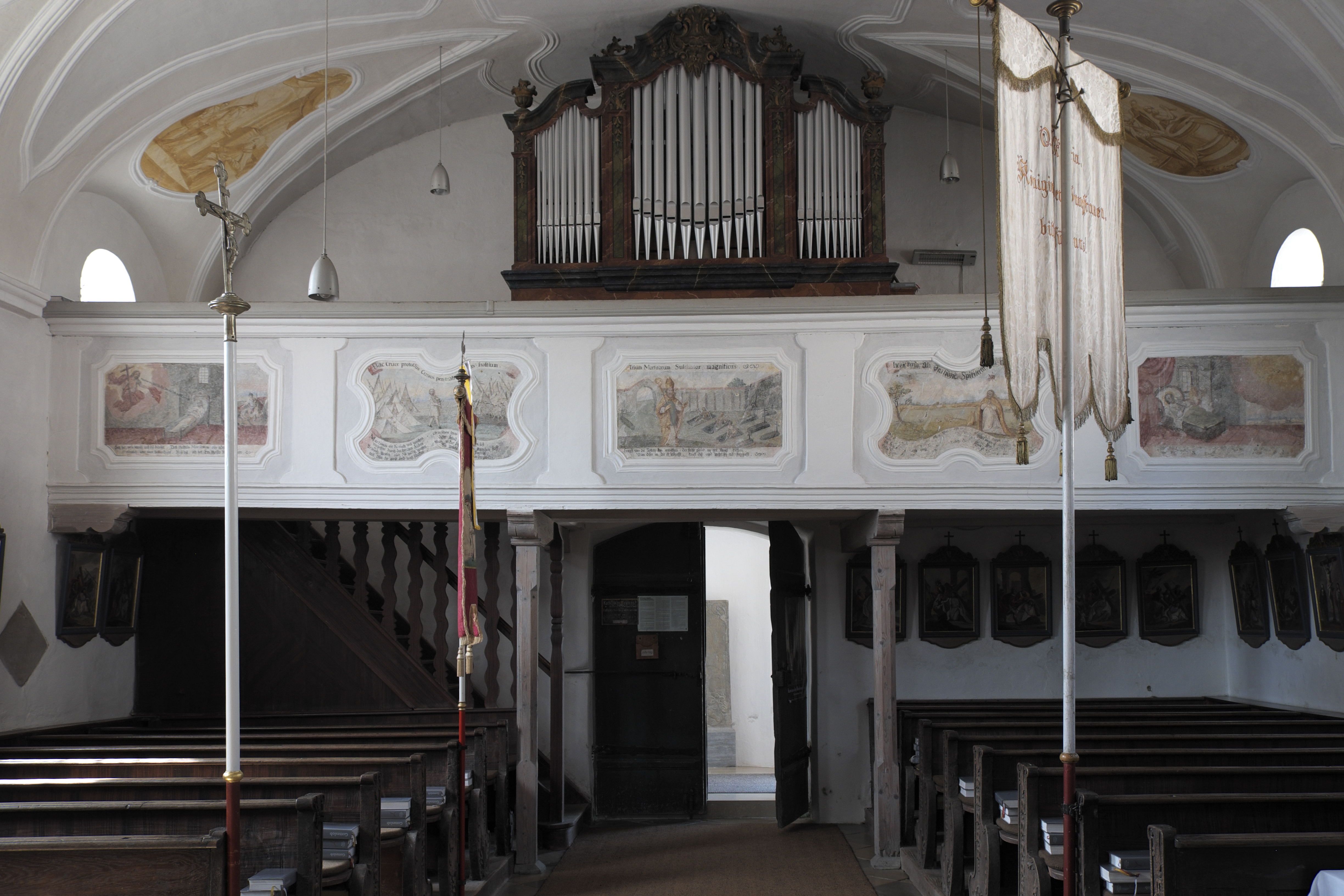
Blick zur Orgelempore

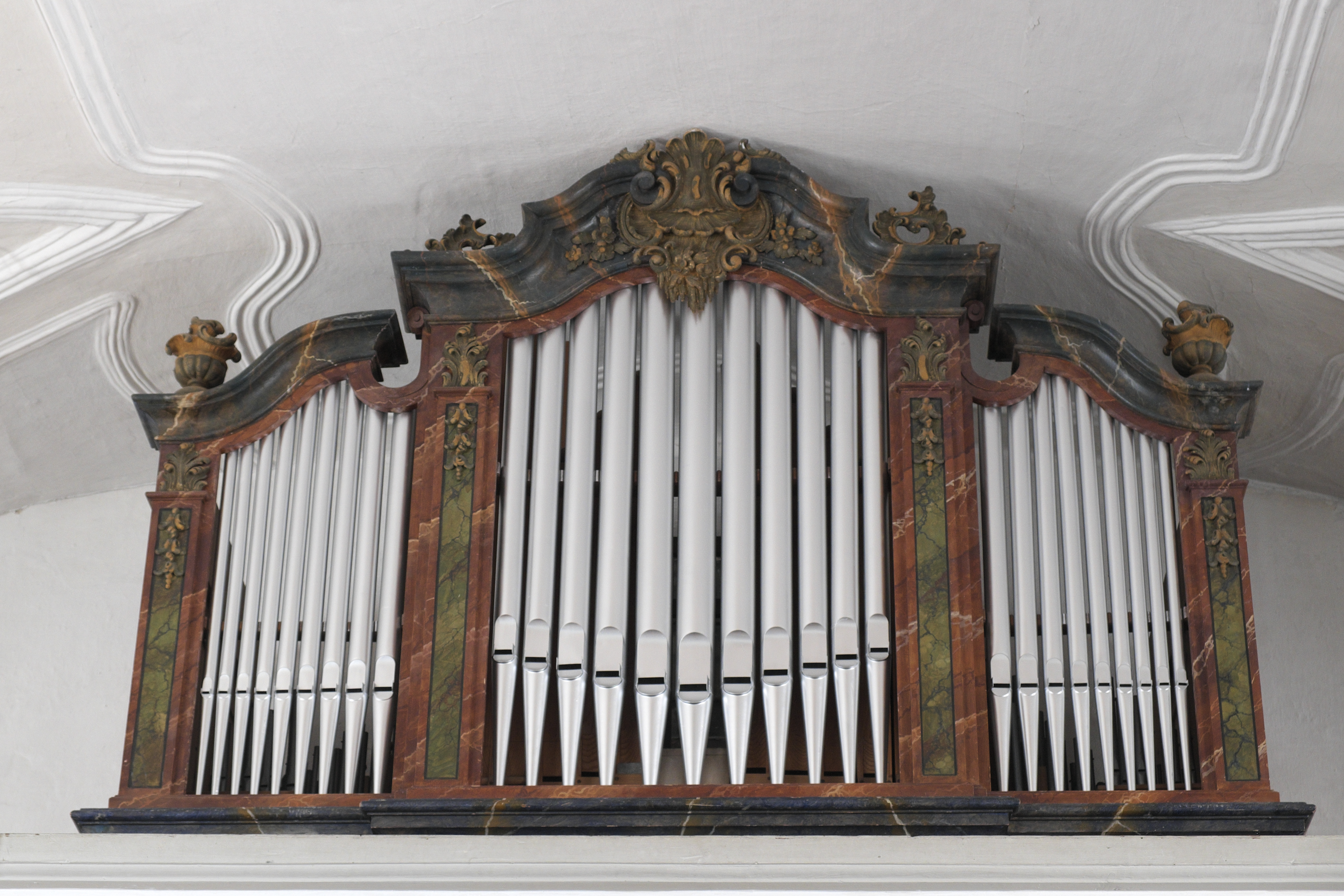
Neorokoko-Prospekt

Als Ersatz für ein Instrument, das 1875 durch Jakob Müller aus Rosenheim in der Niederstraubinger Kirche aufgestellt worden war, baute Franz Borgias Maerz aus München im Jahr 1905 die heutige Orgel ein. Das pneumatische Kegelladeninstrument hinter einem Neorokoko-Prospekt umfasst fünf Register auf einem Manual und Pedal. Der Spieltisch ist seitlich angebaut. Im Jahr 1974 wurde durch Ludwig Wastlhuber ein elektrisches Gebläse eingebaut. Die Disposition lautet wie folgt:
| I Manual C–f3 |    |
| Principal     | 8′ |
| Gedackt       | 8′ |
| Salicional    | 8′ |
| Fugara        | 4′ |

| Pedal C–d1 |     |
| Subbaß     | 16′ |

- Koppeln: I/P, Super I
- Spielhilfen: Tutti

## Grabsteine
In den Wänden von Langhaus und Chor sind meist mit Wappen verzierte Epitaphien eingelassen.

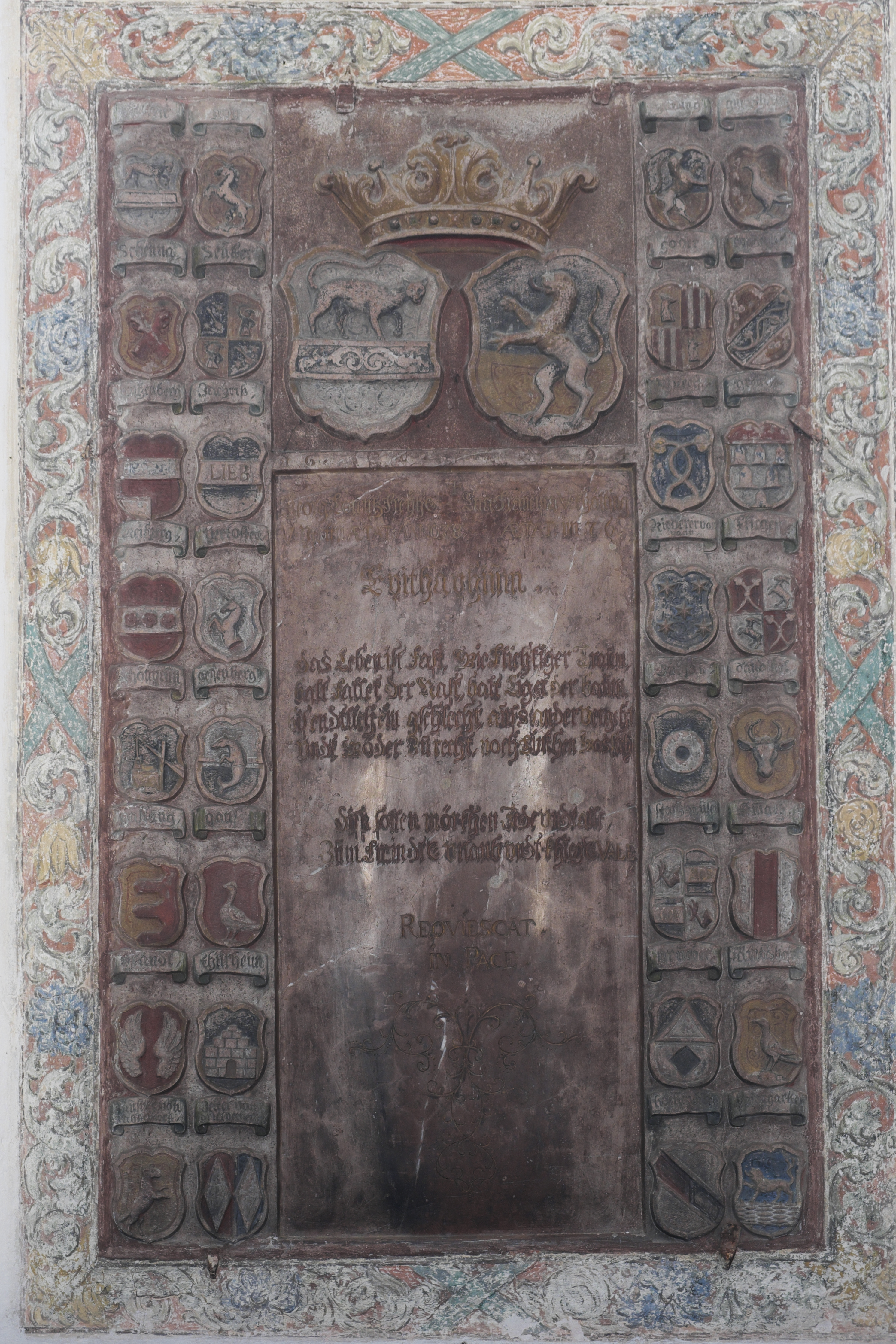
Grabstein
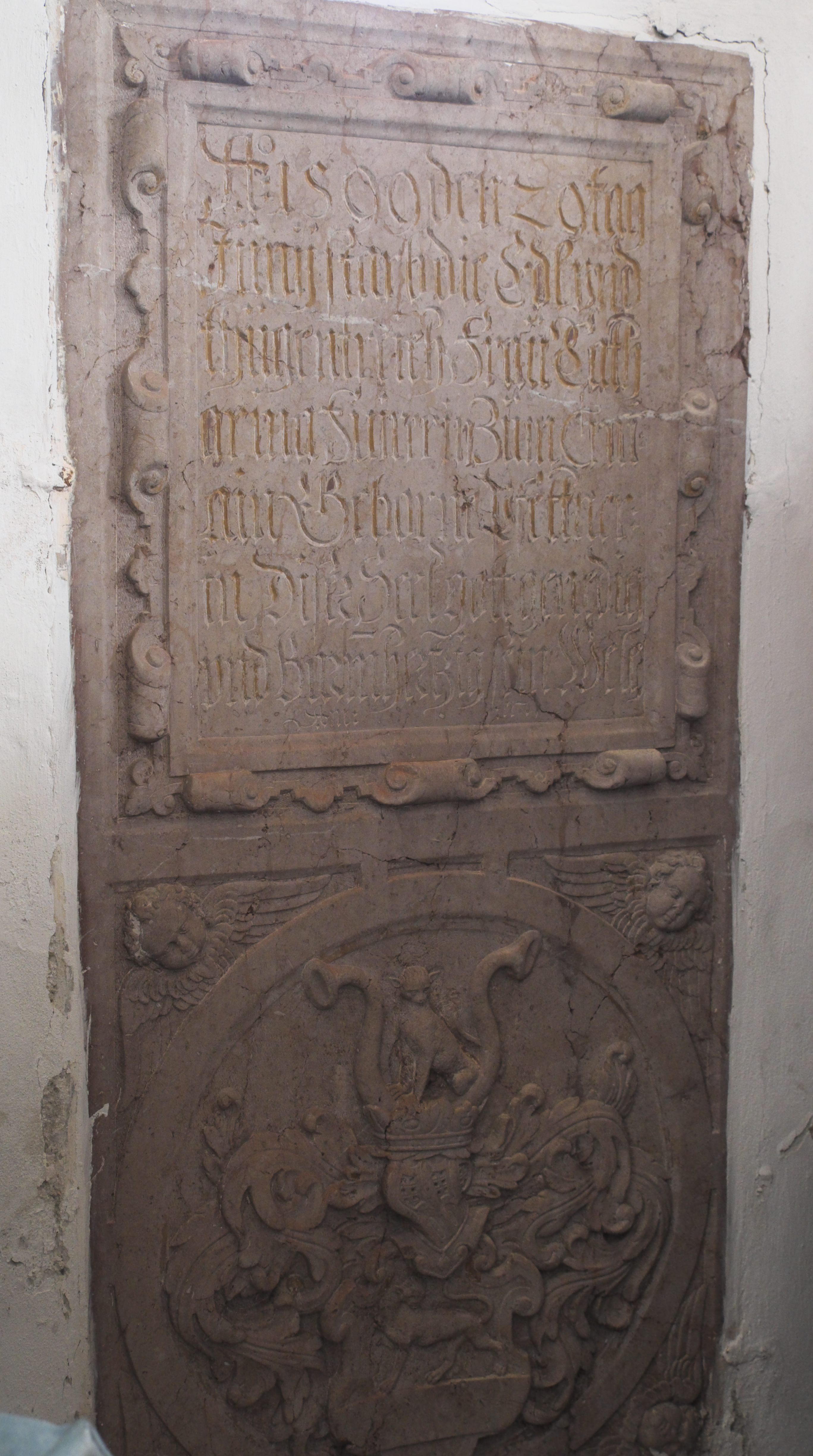
Grabstein
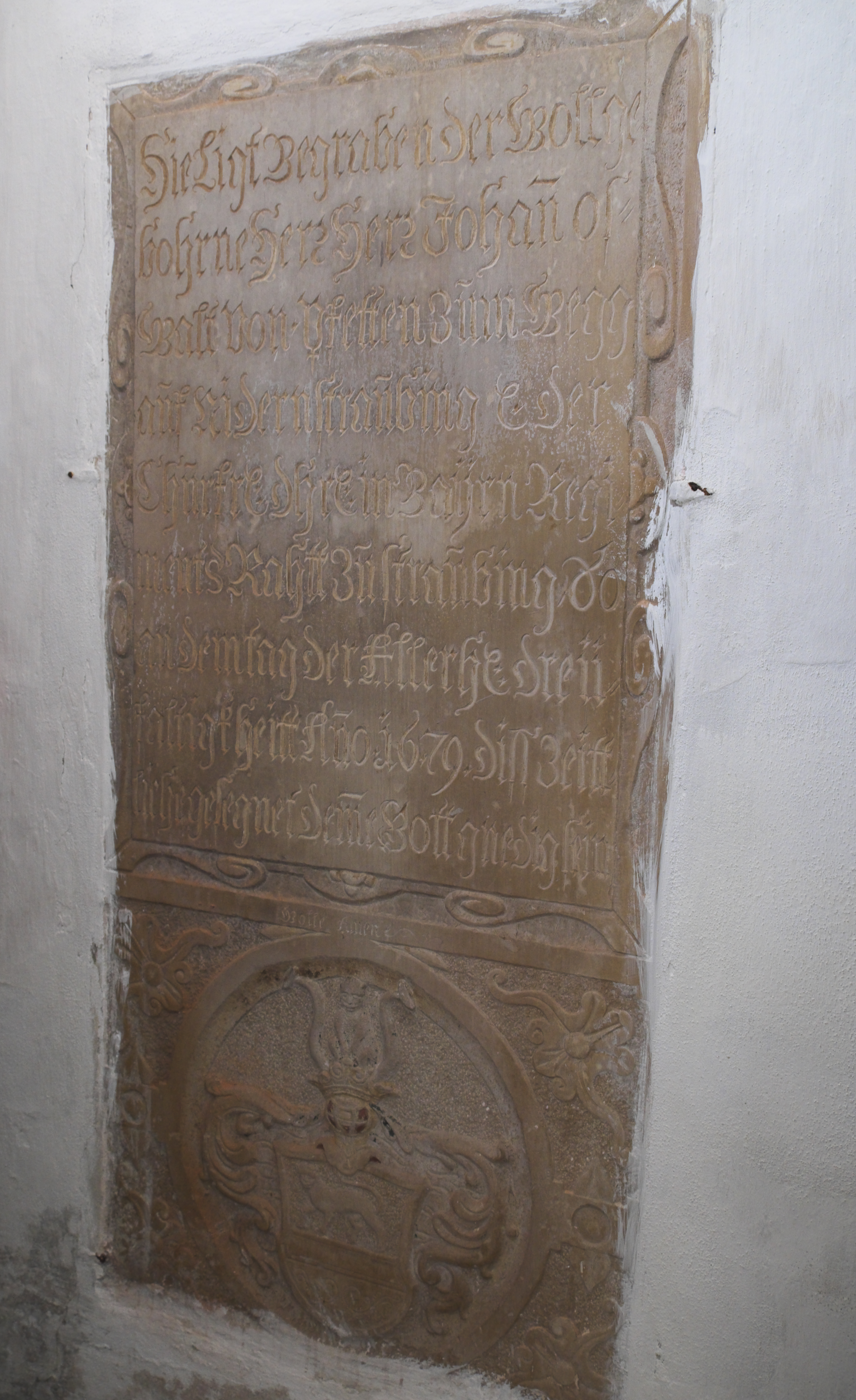
Grabstein
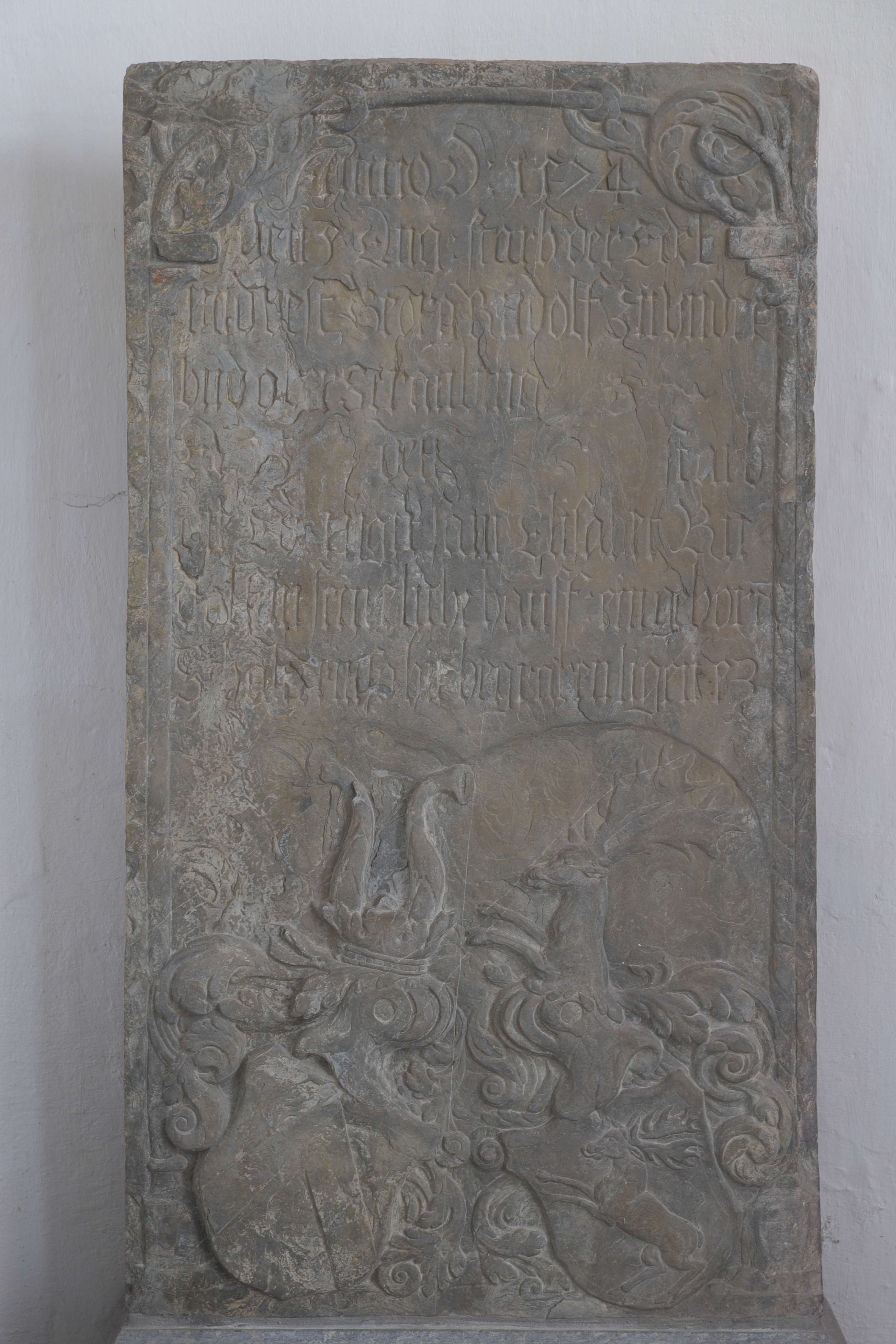
Grabstein im Vorzeichen